# Arturo Herrera Castaño
Arturo Herrera Castaño (Quimbaya, 30 de noviembre de 1964  - Chaparral, 20 de abril de 2010) fue un militar colombiano, Coronel del Ejército Nacional de Colombia

## Biografía
Nacido en Quimbaya (Quindío). Hijo de Augusto Herrera Marín y de Amparo Castaño López. Se graduó como ingeniero civil. Ingresó a sus 20 años a la Escuela Militar de Cadetes General José María Córdova, ascendido en 1986 a subteniente; fue Comandante del Batallón de Contraguerrillas número 58, Comandante del Batallón de Ingenieros número 18, segundo comandante y jefe de Estado Mayor de la Cuarta Brigada, Director de la Escuela de Relaciones Civiles y Militares. Llegó al grado de Coronel del Ejército Nacional de Colombia.
Contrajo matrimonio en 1989, unión de la cual viven dos hijas.

## Muerte
Murió en un accidente de helicópteros en el Batallón Caicedo con sede en Chaparral (Tolima), donde se vieron involucrados un Bell 222 de Vertical de Aviación y un Huey de la Fuerza Aérea Colombiana (FAC), murieron también el brigadier general Fernando Joya, Comandante de la Fuerza de Tarea del Sur de Tolima; el coronel Arturo Herrera, Comandante de la Brigada Móvil número 20; el teniente coronel Juan Gonzalo Lopera, oficial de operaciones de la Fuerza de Tarea del Sur de Tolima; el aerotécnico Eider Vargas, tripulante de la Fuerza Aérea; el capitán de fragata Rodolfo Garzón Vanegas, piloto del helicóptero; el teniente de fragata Camilo Andrés Cujar, copilot  y dejó 5 heridos. Su muerte fue lamentada por el presidente Álvaro Uribe Vélez y el General Freddy Padilla de León.

## Homenajes
Batallón de Ingenieros n.° 28 Cr. Arturo Herrera Castaño.